# Obstmarschenweg

Straßenschild Obstmarschenweg

Der Obstmarschenweg führt auf knapp 100 km Länge durch die südlichen Elbmarschen in Kehdingen vorbei an Stade und durch das Alte Land bis nach Hamburg. Er durchzieht dabei eines der größten Obstanbaugebiete der Welt und ist besonders im Frühling, etwa während der Kirschblüte, überaus sehenswert.
An den Seiten liegen viele traditionelle Obsthöfe, die im Hofladen hauptsächlich Äpfel und Kirschen, oft aber auch allerlei anderes Obst und Gemüse anbieten. Die oft mehrere Jahrhunderte alten, gepflegten Fachwerkhäuser ermöglichen einen Blick in die Vergangenheit der Elbmarschen, an einigen Stellen gibt es einen Obstlehrpfad. Als touristische Empfehlung taucht der Obstmarschenweg daher auch in den Reiseführern der Gegend und lokalen Radwanderkarten auf. In unregelmäßigen Abständen ist er mit einem quadratischen, auf der Spitze stehenden Schild, das einen Apfel zeigt, gekennzeichnet.
Der Obstmarschenweg verbindet zahlreiche Dörfer, die entlang der Marschlandschaften im Urstromtal der Elbe entstanden sind. Er beginnt in Itzwörden und führt über
- Freiburg/Elbe,
- Drochtersen,
- Bützfleth,
- Hollern,
- Grünendeich,
- Steinkirchen,
- Mittelnkirchen,
- Jork
- Neuenfelde

Richtung Hamburg.
Es ist unklar, ob der Obstmarschenweg einst die Hauptstraße entlang der Elbe gewesen ist, oder ob im Nachhinein verschiedene Straßen künstlich zum Obstmarschenweg zusammengefasst wurden. Da aber in vielen der Orte die Hauptstraße seit langer Zeit tatsächlich Obstmarschenweg heißt, scheint die erste Variante wahrscheinlicher. In anderen Orten ist der offizielle Straßenname teilweise abweichend (zum Beispiel Huttfleth in Grünendeich).
Der Name Obstmarschenweg wurde 1956 durch ein Preisausschreiben des Werbeausschusses für das niederelbische Obstanbaugebiet ermittelt. Es gab 309 Briefe mit 423 Namensvorschlägen. Der 1. Gewinner von 100 DM war Emil Volkmer aus Basbeck Land Hadeln. Es wurden 150 Wegweiser in Form eines Apfels und des Namens entlang der Straße aufgestellt. Nach den Wünschen der Obstbauern sollte die Bezeichnung „Obstmarschenweg“ das Gegenstück zur Bergstraße im Odenwald sein.